# Vouacapoua macropetala
Vouacapoua macropetala là một loài thực vật có hoa trong họ Đậu. Loài này được Sandwith miêu tả khoa học đầu tiên.